# Jelena Jurjewna Jantschuk
Jelena Jurjewna Jantschuk (russisch Елена Юрьевна Янчук; * 25. Januar 1986 in Moskau) ist eine russische Politikerin (KPRF). Sie ist seit 2019 Mitglied der Moskauer Stadtduma.

## Leben
Nach dem Ende ihrer Schulzeit 2002 studierte Jantschuk Geologie und Staats- und Kommunalverwaltung an der Lomonossow-Universität Moskau. Von August 2004 bis April 2011 arbeitete sie in verschiedenen Positionen im Bereich der Geologie. Anschließend war sie bis September 2019 für die Handels- und Industriekammer der Russischen Föderation tätig.
Von September 2017 bis September 2019 war Jantschuk Mitglied des Abgeordnetenrats im Moskauer Stadtbezirk Ismailowo.
Bei der Stadtdumawahl im September 2019 wurde sie für den Wahlkreis 18 in die Moskauer Stadtduma der VII. Einberufung gewählt. Sie wurde dabei durch Alexei Nawalnys Smart Voting unterstützt.